# Okręg Wołyń Batalionów Chłopskich
VIII Wołyński Okręg Batalionów Chłopskich – jeden z okręgów w strukturze organizacyjnej Batalionów Chłopskich. Został utworzony 1 stycznia 1943.

## Struktura organizacyjna
Na czele okręgu stała jego Komenda Główna.
- Komendantami głównymi byli: 
  - Zygmunt Rumel
  - Czesław Zadrożny
- Zastępcami byli:
  - Kazimierz Kolek
  - Czesław Zadrożny
- Szefem organizacyjnym był:
  - Józef Soroka
- Szefem łączności i kolportażu była:
  - Maria Suszyńska
- Oficerem oświatowo-kulturalnym był:
  - Roman Chromiński
- Inspektorem na powiaty Równe, Zdołbunów, Dubno, Sarny był:
  - Edward Przybycień

Został podzielony na obwody:
- Dubno – (Komendant: Antoni Cybulski)
- Horochów – (Komendant: Aleksander Sokołowski)
- Kostopol – (Komendant: Piotr Zub)
- Kowel – (Komendant: Walenty Kościelak)
- Krzemieniec – (Komendant: Michał Wiśniowski)
- Luboml – (Komendant: ps. Wara nazwisko nieznane)
- Łuck – (Komendant: Piotr Reszka)
- Równe – (Komendant: Jan Sowiński)
- Sarny – (Komendant: Szymon Kocioł)
- Włodzimierz – (Komendant: Kuźniuk, imienia nie ustalono)
- Zdołbunów – (Komendant: Stanisław Witczak)